# Казаковка (Ивано-Франковская область)
Казаковка (укр. Козаківка) — село в Болеховской городской общине Калушского района Ивано-Франковской области Украины.
Население по переписи 2001 года составляло 919 человек. По состоянию на январь 2021 года в селе зарегистрировано 864 человека. Занимает площадь 4,245 км². Почтовый индекс — 77222. Телефонный код — 03437.

## История
В 1946 году указом ПВС УССР село Бряза переименовано в Казаковку.